# Euacidalia certissa
Euacidalia certissa är en fjärilsart som beskrevs av Druce 1893. Euacidalia certissa ingår i släktet Euacidalia och familjen mätare. Inga underarter finns listade i Catalogue of Life.